# La Pyramide
La Pyramide – wieżowiec w stylu brutalizmu znajdujący się w Abidżanie (Wybrzeże Kości Słoniowej) w dzielnicy Plateau.

## Opis
Wieżowiec został zaprojektowany w stylu brutalizmu przez włoskiego architekta Rinaldo Olivieriego. Został wybudowany w latach 1968–1973 w centrum Abidżanu w dzielnicy Plateau. Gmach ma 56,31 m wysokości, 15 pięter nadziemnych i 3 kondygnacje podziemne.
Budynek ma charakterystyczny kształt piramidy – do gigantycznej betonowej bryły sześcianu przystają nachylone boki z balkonami.
Na wyższych piętrach wieżowca znajdowały się mieszkania dla obcokrajowców, biura, restauracje, na parterze rynek, a w podziemiach supermarket, night-club i parking dla 1800 samochodów. Olivieri wzorował się na targach w okolicznych wioskach.
Z uwagi na wysokie koszty utrzymania wieżowiec zaczął pustoszeć w latach 80. XX w. W latach 90. XX w. La Pyramide zaczęła niszczeć, kiedy została opuszczona w okresie destabilizacji kraju. W 2011 roku pojawiły się plany rewitalizacji obiektu. Niszczejący gmach został w 2015 roku częściowo strawiony przez pożar.